# Octomeria lamellaris
Octomeria lamellaris är en orkidéart som beskrevs av Carlyle August Luer. Octomeria lamellaris ingår i släktet Octomeria och familjen orkidéer.
Artens utbredningsområde är Venezuela. Inga underarter finns listade i Catalogue of Life.